# Гальжбіївські джерела
Гальжбіївські джерела — гідрологічна пам'ятка природи місцевого значення. Розташована на території колишньої Гальжбіївської сільської ради Могилів-Подільського району Вінницької області. Оголошена відповідно до Рішення Вінницького облвиконкому від 29.08.1984 р. № 371. Охороняються великодебітні джерела ґрунтової води, які живлять р. Мурафа- притоку р. Дністер.